# Рост Османской империи
Рост Османской империи (тур. Osmanlı İmparatorluğu yükselme dönemi, реже Olgunluk Dönemi и Klasik Çağ) —территориальная экспансия Османского государства, продолжавшаяся в целом в период с начала XIV века вплоть до 1683 года.

## До завоевания Константинополя
Основавший около 1299 года Османский бейлик вождь огузского племени Кайи Осман в том же году завладел крепостью Инегёль, что открыло путь к завоеванию в 1326 году Прусы, ставшей новой столицей Османского государства, и дальнейшему продвижению в пределы византийской Вифинии на северо-западе Анатолии. 
В 1352 году османы, переправившись через Дарданеллы, впервые самостоятельно ступили на европейскую землю, захватив стратегически важную крепость Цимпу. Христианские государства упустили возможность, объединившись, выбить турок из Европы, и уже через несколько десятилетий, пользуясь междоусобицами в самой Византии и раздробленностью Болгарского царства, османы, укрепившись и освоившись, захватили большую часть Фракии. В 1387 году, после осады, турки захватили крупнейший после Константинополя город империи — Салоники. Победа османов в битве при Косово в 1389 году де-факто ознаменовала конец власти сербов в том регионе и открыла путь для дальнейшего экспансии в Европе.
Битву при Никополе 1396 года считают последним крупным крестовым походом Средневековья, которому так и не удалось остановить продвижение турок-османов. С расширением османских владений в Румелии (на Балканах), важнейшей задачей турок стал захват «царствующего града Ромеев» Константинополя, что было осуществлено в 1453 году султаном  Мехмедом, получившим титул Фатих (Завоеватель).

## Мехмед Фатих: гегемония над Балканами, Малой Азией и Крымом

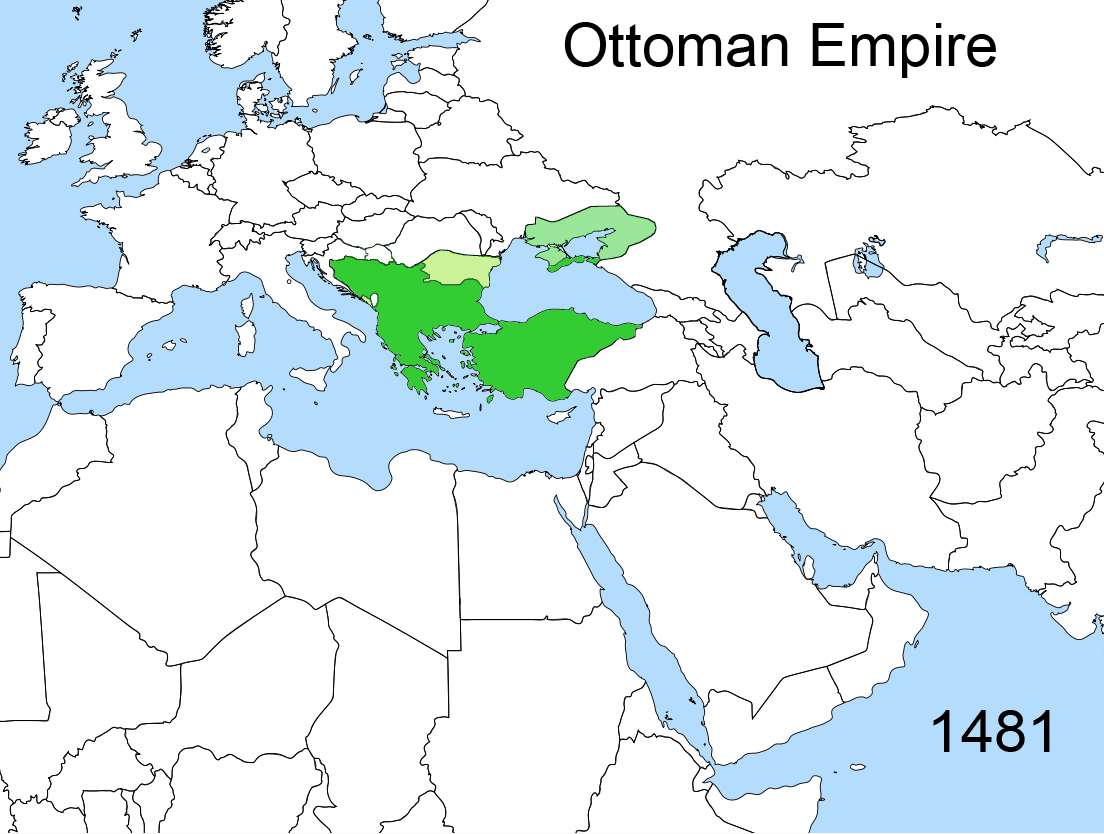
Османская империя в конце правления султана Мехмеда Фатиха

В дальнейшем Мехмед Фатих сосредоточил свое внимание на покорении Балканского полуострова: в 1456 году он захватил Афинское герцогство, в 1460 году — Морею (Пелопоннес), а в 1468 году создал плацдарм в Сербии (в Смедерево). Затем он попытался вторгнуться в Валахию, но был остановлен в 1462 году местным правителем Владом Цепешем, который ранее признал турецкое подданство, но затем переметнулся к венграм. В 1463 году под ударами османов пало Королевство Босния, а в 1468 году была окончательно покорена Албания. 

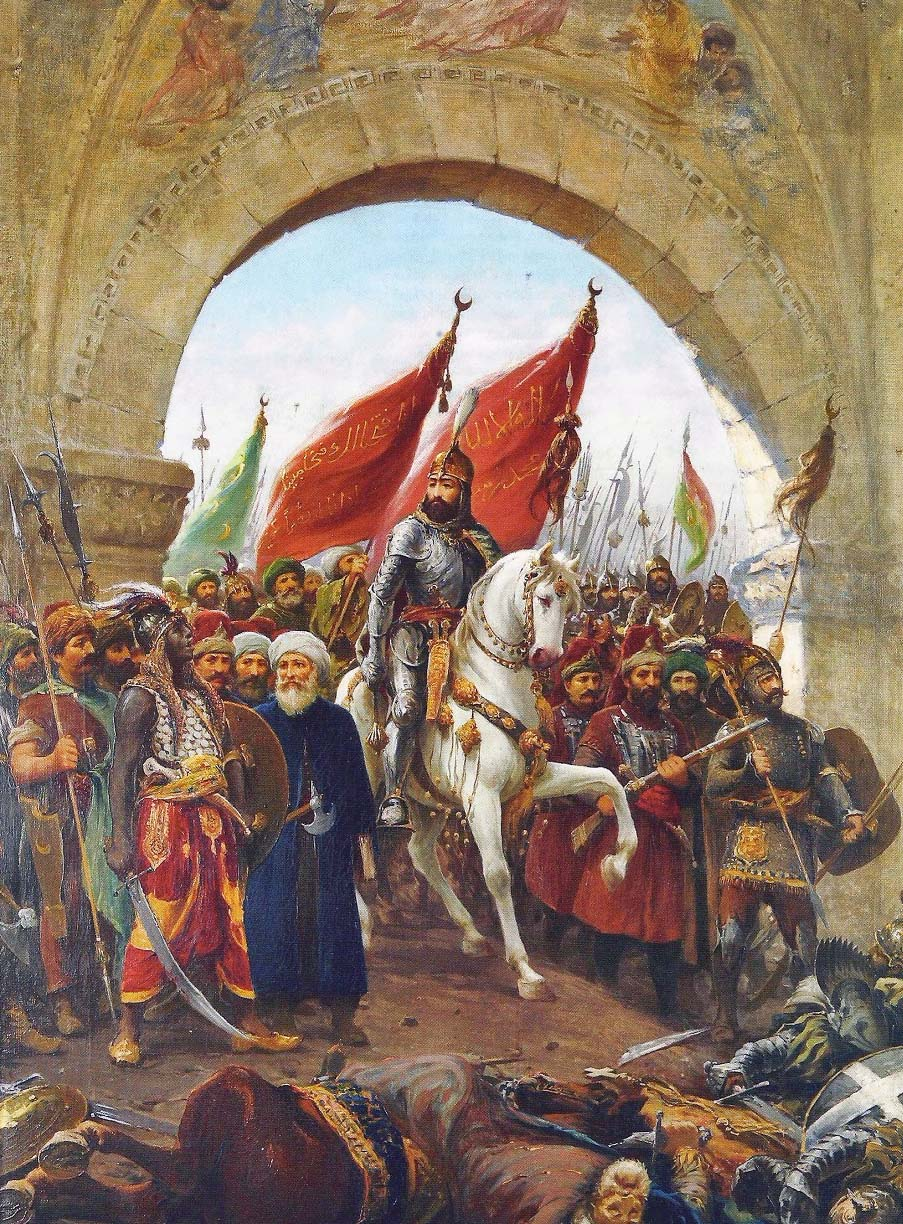
Триумф Мехмеда Фатиха

Обеспечив гегемонию над Балканами, Мехмед Фатих на востоке столкнулся с конкурирующим государством Ак-Коюнлу, которое продолжало контролировать часть Малой Азии. В 1473 году османы разбили соперников в битве при Отлукбели, ограничив их влияние в регионе.
Также в 1461 году Османская империя поглотила Трапезундскую, на землях которой образовалась провинция Трабзон.
В 1475 году началось турецкое завоевание Крыма, которое возглавил Гедик Ахмед-паша. Генуэзские города были захвачены, а крымские татары изъявили покорность. Самой северной турецкой крепостью стал Азов. На Северном Кавказе владением османов стала Анапа. 
В 1480 году османский десант высадился в Италии (Апулия), начали осаду Родоса, но смерть Мехмеда II перечеркнула эти планы.

## Селим Явуз: покорение Сирии, Палестины, Египта и Аравии

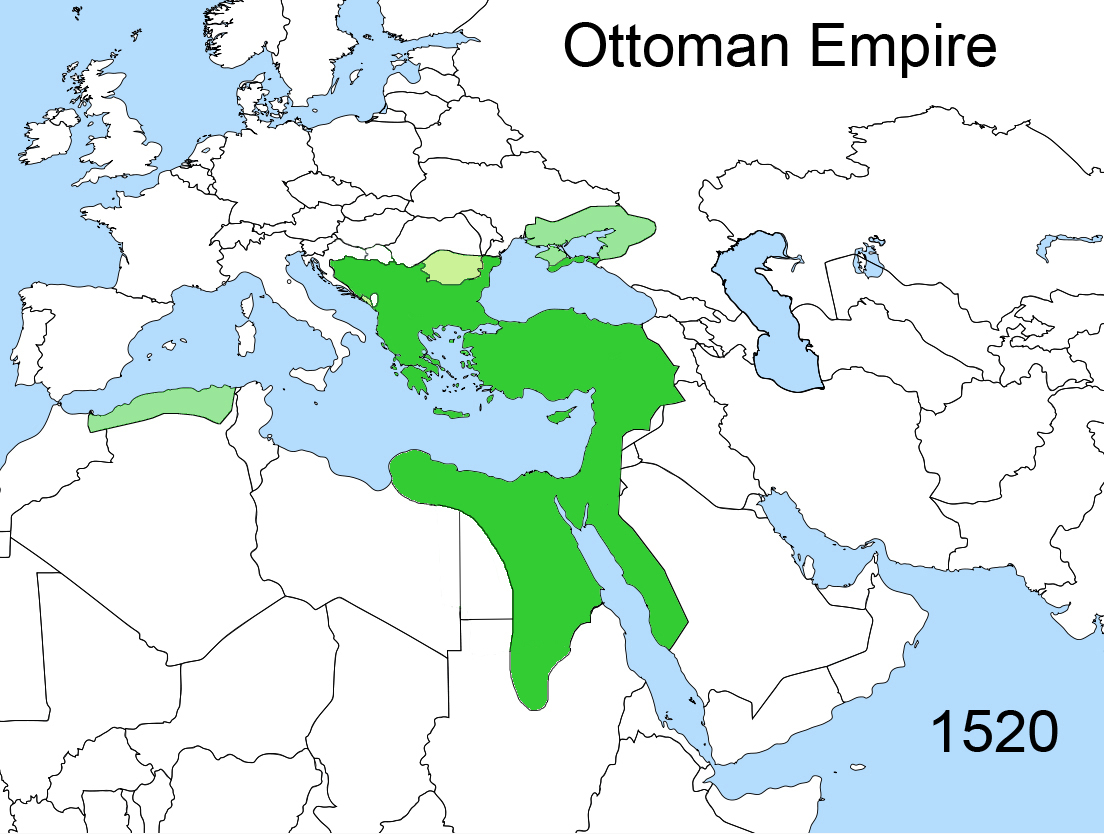
Османская империя при Селиме Явузе

Внук Мехмеда Фатиха Селим Явуз обеспечил следующую волну территориальной экспансии Османской империи. В 1514 году началась первая из османо-сефевидских войн. В результате Чалдыранской битвы персидская армия, не имевшая, в отличие от османов, огнестрельного оружия, была разгромлена. Османские войска заняли Тебриз. Западная Армения и Курдистан вошли в состав Османской империи.
В 1516 году Селим Явуз бросил вызов Мамлюкскому султанату, который контролировал две исламские святыни Мекку и Медину, а также город трёх религий Иерусалим. В сражении под Алеппо их армии было нанесено первое поражение и Сирия вошла в состав Османской империи. Решающую роль в победе сыграли тюфекчи (турецкие мушкетеры). В декабре 1516 года турецкие войска еще раз нанесли поражение мамлюкам под Газой. Битва при Ридании в январе 1517 года положила конец существованию их государства. Османская империя получила контроль над святынями ислама Меккой и Мединой, а султан Селим смог претендовать на роль халифа.
Под угрозой испанского натиска алжирский султан Хайреддин Барбаросса провозгласил себя в 1518 году подданным Османской империи.

## Сулейман Кануни: захват Венгрии, Йемена и Ирака

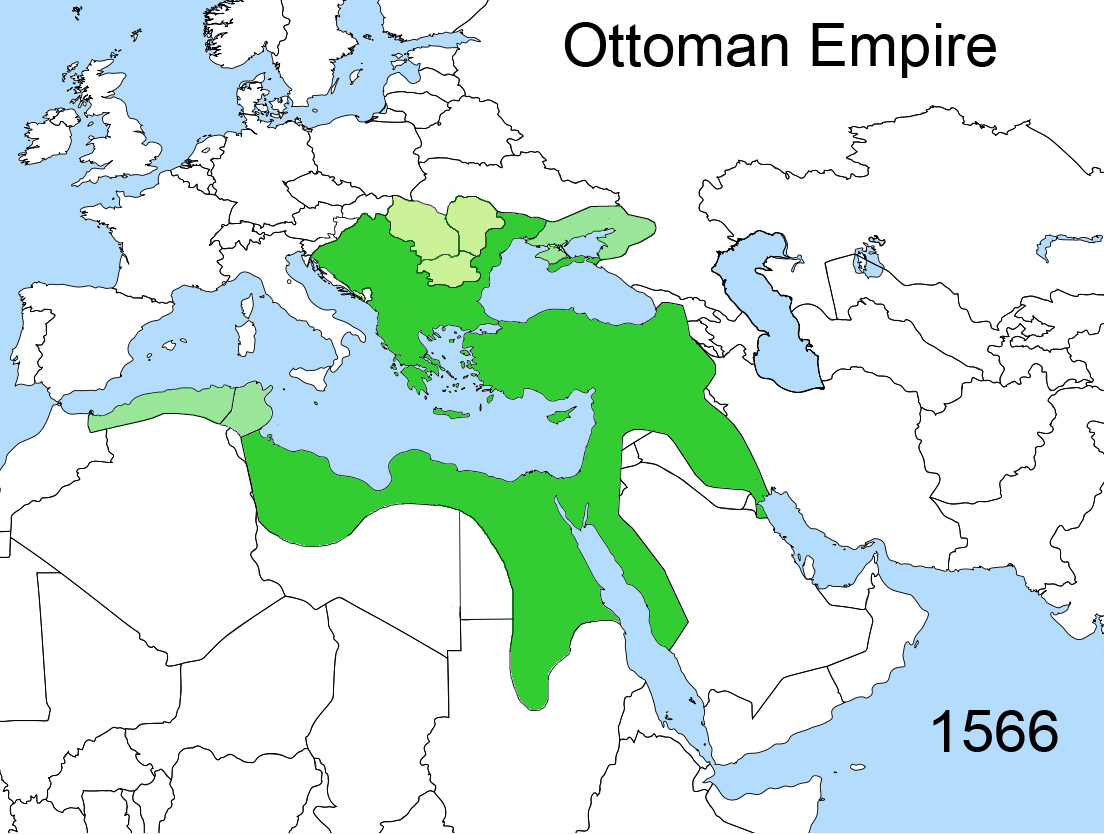
Османская империя при Сулеймане Кануни

### 1520-е
Султан Сулейман Кануни первым делом захватил в 1521 году Белград на среднем Дунае. Центральная Сербия составила османский Белградский пашалык. В 1522 году османская армия захватила остров Родос. В 1525 году турецкий флот в составе 18 судов под начальством Сельмана Рейса захватил Аден (Йемен), что серьёзно ударило по позициям португальцев в этом регионе. 
В 1526 году, произошла Мохачская битва, которая позволила султану Сулейману овладеть Венгрией. В 1528 году вассалом Сулеймана признал себя правитель Трансильвании — Янош I Запольяи. Уже в 1529 году османская армия предприняла первый штурм Вены, а её передовые отряды вторглись в Баварию. Фердинанд Габсбург сохранил за собой западную и северную части бывшего Венгерского королевства, а Иоанну Сигизмунду (сыну Иоанна Заполья, родившемуся за две недели до смерти отца) с епископом Георгом Мартинуцци в качестве регента была передана Трансильвания, которой он должен был править как вассал Османской империи.

### 1530-е

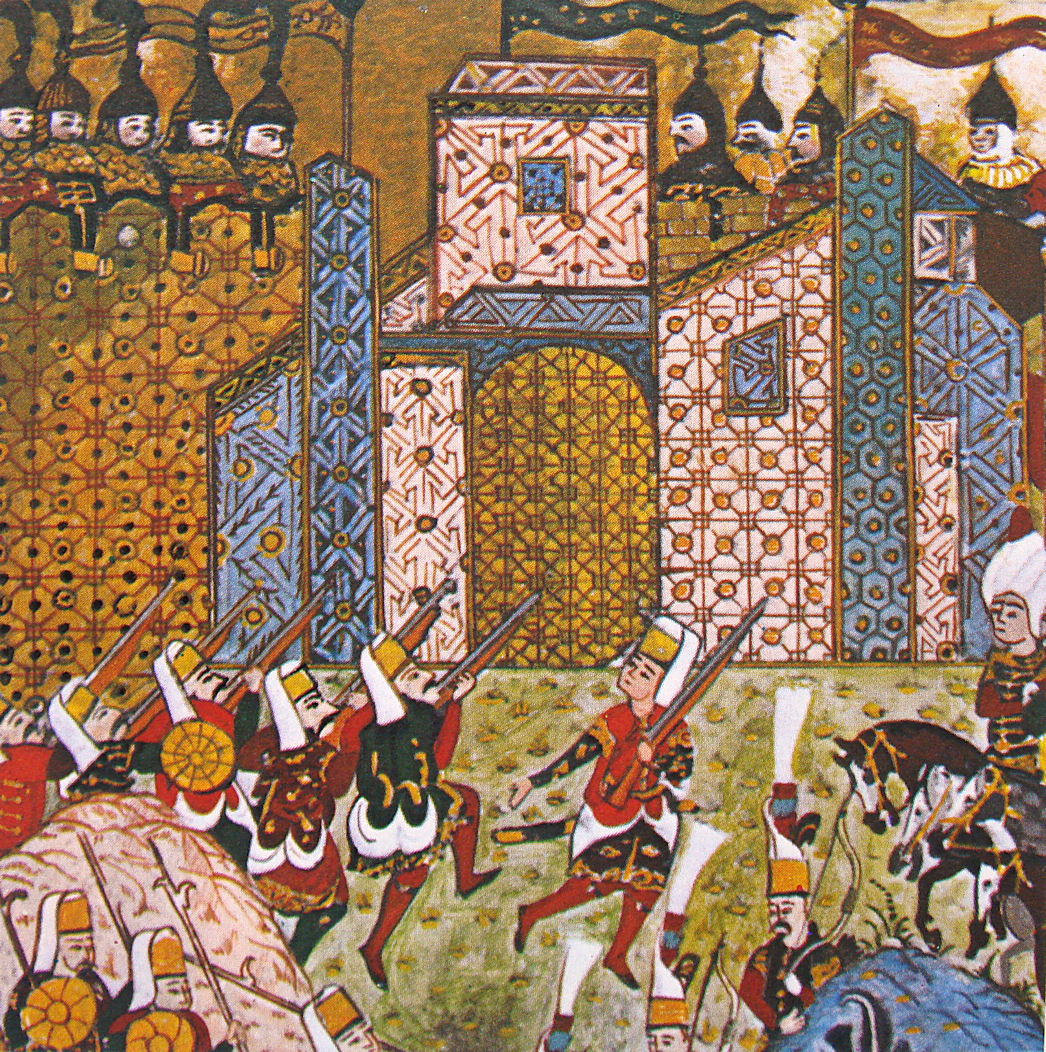
Янычары под стенами Родоса

В 1533 году Сулейман Кануни возобновил войну с персами. Османская армия вновь заняла Тебриз, а в 1534 году Сулейман I вступил в Багдад. Ему изъявили покорность правители Басры и Бахрейна. Однако в 1535 году Тахмас I контратаковал, вынудив Сулеймана отступить с занятых территорий. В 1534 году алжирский вассал Османской империи занял Тунис. 
В 1538 году османский флот под командованием Хусейн-паши предпринял первую экспедицию к берегам Индии для борьбы с португальским форпостом Диу. Он вышел из Суэца, покорил Йемен и достиг Гуджарата, однако успеха там не достиг. В том же году вассальную зависимость от Османской империи признало Молдавское княжество.

### 1540-е
В 1541 году армия Сулеймана взяла венгерскую Буду. В 1548 году вновь возобновились военные действия против персов. Османская армия в очередной раз взяла Тебриз. В 1548 году османский адмирал Пири-реис взял штурмом Аден (Йемен), который с 1541 году контролировали португальцы, и обеспечил форпост на аравийском побережье Индийского океана.

### 1550-е
В 1551 году турки отвоевали у португальцев порт Эль-Катиф на берегу Персидского залива. В 1551 году османский флот и берберские корсары в результате совместной операции захватили Триполи, что обеспечило Османской империи контроль над Ливией и объединило разрозненные до этого владения в Северной Африке.  В 1552 году Соколлу Мехмед-паша со своими войсками вошёл в Трансильванию и занял Тимишоара. На вновь приобретённых землях был образован Темешварский эялет. В том же году турки взяли ещё ряд крепостей, и Османская Венгрия стала компактным территориальным образованием, защищённым непрерывной цепью крепостей. В 1552 году Сулейман взял Ереван, а в 1554 году он овладел Нахичеванью. В мае 1555 года Сефевидское государство было вынуждено заключить Мир в Амасье (1555), по которому признало переход к Турции Ирака и бывшие северо-западные владения государства Ак-Коюнлу (Западная Армения и Курдистан); взамен турки уступили Сефевидам большую часть Закавказья, но Западная Грузия (Имеретия, Мингрелия и Гурия) также вошла в состав Османской империи.

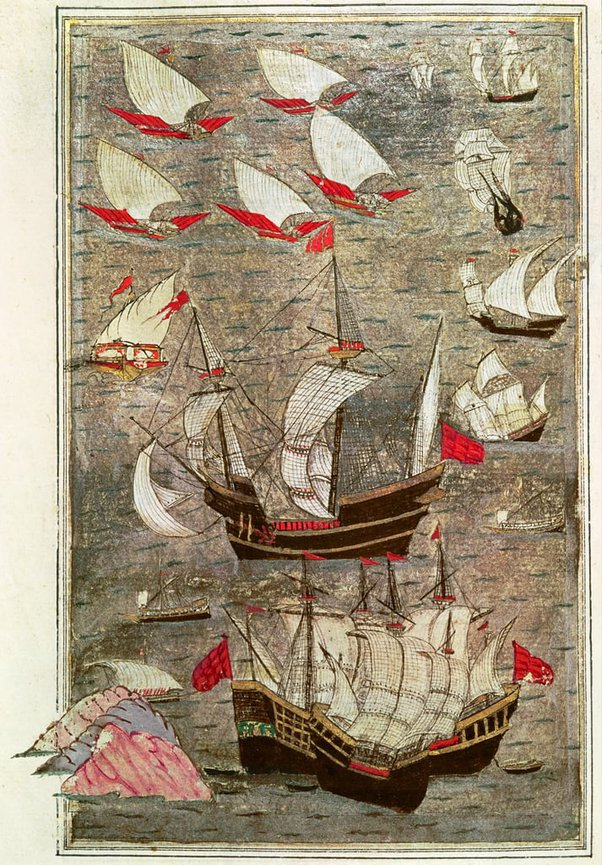
Османский флот в Индийском океане (Падение Адена)

В 1552 году Пири-реис отправился в плавание из Суэца, получив инструкции взять португальские Ормуз и Бахрейн. Он предпринял захват Маската (Оман), но из-за потери корабля со снаряжением остался без средств, необходимых для взятия крепости, поэтому прервал экспедицию и, разграбив находившийся поблизости остров Кешм, отплыл в Басру. Вскоре после этого на южном берегу Персидского залива была основана провинция Лахса, которая должна была стать наземной базой для поддержки военно-морских операций против португальцев. В 1559 году была предпринята комбинированная операция сухопутных сил, вышедших из Лахсы, и военно-морских сил, отплывших из Басры, в результате которой должен был быть взят Бахрейн. Ормузская португальская эскадра отразила нападение османов на Манаму.
В 1555 году в ответ на продвижение африканского султаната Фундж в северном направлении была изменена османская политика на западном побережье Красного моря. Помощник губернатора Йемена Ёздемир-паша был назначен губернатором ещё не существующей провинции Хабеш, однако завоевать предназначенную для неё территорию не удалось, так как выступившие из Каира войска отказались идти вверх по Нилу дальше Первого порога. Спустя два года армия была доставлена из Суэца морем в Суакин, а оттуда ещё дальше на юг, в Митсиву. В результате Османская империя получила контроль над входом в Красное море.
В 1557 году турки захватили Массауа, главный порт Эфиопии. В том же году османские агенты убивают марокканского султана Мохаммеда аш-Шейха. К 1559 году Османская империя завоевала Эритрею и полностью взяла под контроль Красное море.

### 1560-е
Одним из наиболее значительных союзников Османской империи в Индийском океане был султанат Ачех на острове Суматра, боровшийся против португальцев. В 1566 году Ачех официально попросил защиты у Османской империи. Османская экспедиция в Ачех привела к началу производства в Ачехе собственной артиллерии. Установление связей между Османской империей и султанатом Ачех не позволило португальцам установить монополию на торговлю в Индийском океане.

## Селим II: завоевание Кипра

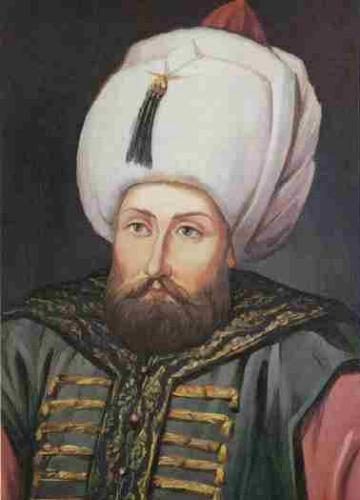
Османский султан Селим II

В 1569 году Османская империя при поддержке крымских татар предприняла неудачный поход на Астрахань, которая на тот момент принадлежала Русскому царству. В 1570 году султан Селим II объявил войну Венеции и захватил Кипр. В битве при Лепанто объединённые европейские флоты разбили османскую эскадру, но не воспользовались плодами победы, в результате чего Османская империя смогла восстановить флот, и Венеция была вынуждена заключить мир, признав османские завоевания. В 1571 году вассал Османской империи Девлет I Гирей предпринял поход на Москву, закончившийся сожжением столицы Русского государства. Однако повторный турецко-татарский рейд 1572 года был отражён (Битва при Молодях). В 1573 году Хуан Австрийский с испанской помощью отвоевал Тунис, но в 1574 году османы вновь завоевали Тунис.

## Мурад III: расширение сферы влияния на Марокко и Закавказье
После восхождения на трон в 1574 году Мурад III продолжил экспансионистскую политику Селима II в Северной Африке и Западном Средиземноморье. При военной поддержке Османской империи удалось отстранить от власти правителя Марокко из династии Саади и поставить на его место другого члена семейства, сделав его зависимым от империи. Благодаря этой победе османы получили контроль над всем побережьем Северной Африки, что привело к соперничеству с португальцами не только на восточных, но и на западных рубежах Османской империи. В 1578 году португальцы вторглись в Марокко, но их король Себастьян I был убит в битве при Алькасаре; хотя были убиты и марокканские султаны Абу Абдалла Мохаммед II и Абу Марван Абд аль-Малик I, османам удалось добиться того, что преемником последнего стал его брат Ахмад аль-Мансур. Впрочем, влияние Османской империи в Марокко было эфемерным. 

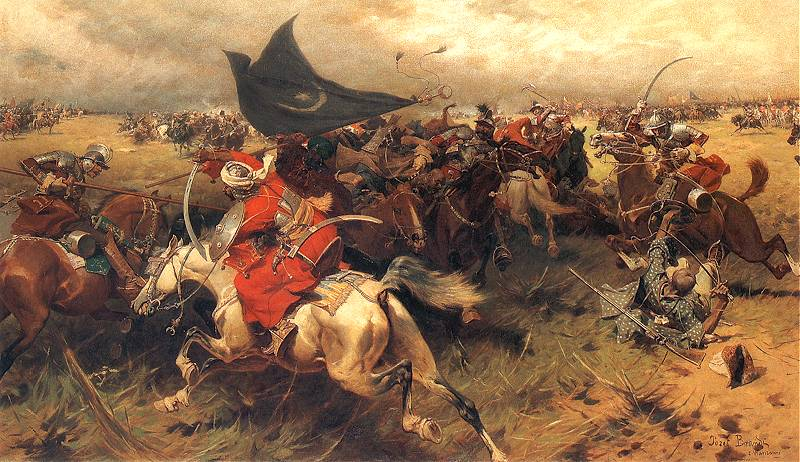
Схватка турецкого сипаха и польского гусара

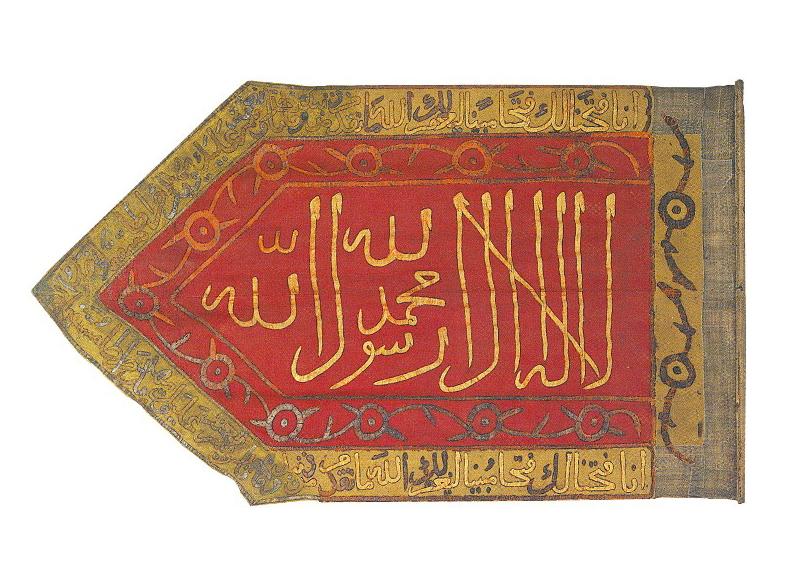
Османский военный флаг, используемый в 1683 году при Осаде Вены

В 1578 году османская армия вторглась в Грузию и, захватив Тбилиси, в следующем году установила контроль над Ширваном и Баку. Последующая война с персами вынудила их признать суверенитет Османской империи не только над Закавказьем (Грузия, Гянджа, Ширван), но и над Иранским Азербайджаном и Луристаном, что было закреплено Стамбульским договором.

## Мехмед IV: завершение эпохи роста
В 1669 году османский султан Мехмед IV смог захватить Крит. В 1672 году его османская армия взяла приступом польскую крепость Каменец-Подольский. Бучачский мир ставил Польшу в зависимое положение от Османской империи, но его действие продлилось лишь один год. Однако на захваченной территории появилась новая турецкая провинция Турецкое Подолье. 
В 1678 году, после неудачной попытки в предшествующем году, турецко-татарская армия Кара-Мустафы взяла Чигирин (на Правобережной Украине), который входил в состав Русского царства. 
Крайним пределом распространения Османской империи на северо-западе по прежнему оставалась Вена, последний штурм которой был предпринят в 1683 году.